# Korea na Zimních olympijských hrách 2018
Korea byl spojený tým Severní a Jižní Koreje, který soutěžil na zimních olympijských hrách 2018 v ledním hokeji žen.
Na zimních olympijských hrách 2018 se během zahajovacím ceremoniálu sportovci ze Severní a Jižní Koreje spojili a dva vlajkonoši obou výprav nesli korejskou vlajku.

## Pozadí
V lednu 2018 bylo oznámeno, že jihokorejský ženský hokejový tým bude se severokorejským týmem hrát v hokejovém turnaji společně jako Korejská ženská hokejová reprezentace. Tým soutěží s přiděleným kódem "COR" který byl odvozen z francouzského slova "Corée" (kód KOR již patřil Jižní Koreji a kód PRK Severní). V případě korejské výhry by se hrála píseň Arirang, která není hymnou ani jedné země. Dres má na sobě siluetu spojené Koreje a nebyly vyráběny oficiálním sponzorem Nike, kvůli severokorejským sankcím proti Spojeným státům americkým. Dresy vyrobila finská společnost.

## Soutěžící
Toto je složení korejského týmu.
| Sport       | Muži | Ženy                              | Celkem |
| ----------- | ---- | --------------------------------- | ------ |
| Lední hokej | 0    | Jižní Korea: 23 Severní Korea: 12 | 35     |
| Celkem      | 0    | 35                                | 35     |

## Shrnutí zápasů Korey
| Tým   | Event         | Zápasy ve skupině | Zápasy ve skupině | Zápasy ve skupině | Zápasy ve skupině   | Čtvrtfinále  | Semifinále (o 5. až 8. místo) | Zápas o 7. místo | Zápas o 7. místo |
| Tým   | Event         | Soupeř Skóre      | Soupeř Skóre      | Soupeř Skóre      | Umístění ve skupině | Soupeř Skóre | Soupeř Skóre                  | Soupeř Skóre     | Konečné umístění |
| ----- | ------------- | ----------------- | ----------------- | ----------------- | ------------------- | ------------ | ----------------------------- | ---------------- | ---------------- |
| Korea | Ženský turnaj | Švýcarsko L 0–8   | Švédsko L 0–8     | Japonsko L 1–4    | 4                   | —            | Švýcarsko L 0–2               | Švédsko L 1–6    | 8                |